# Юпп, Михаил Евсеевич
Михаи́л Ю́пп (англ. Mikhail Yupp, урожд. Михаил Евсевьевич Смоткин; род. 5 июля 1938 года, Ленинград) — советский; впоследствии американский поэт.

## Биография
Михаил Евсевьевич (Евсеевич) Смоткин родился 5 июля 1938 года в Ленинграде. В детстве пережил блокаду; отслужил в армии; окончил ремесленное училище и курсы поваров, потом заочно учился в Литературном институте (семинар Павла Антокольского) в Москве. Был отчислен. Также, впоследствии вновь был отчислен из Академии художеств в Ленинграде (факультет теории и истории искусств). Входил в круг неофициальных литераторов «Поэты Малой Садовой». Был коком на судах Северо-Западного речного флота, ночным сторожем.
Работал младшим научным сотрудников в Музее истории религии и атеизма, старшим научным сотрудником в Русском музее, участвовал в экспедициях[каких?] на русский Север[куда?]. 
В 1980 году эмигрировал в Австрию, потом переехал в США. С конца 1981 года проживает в Филадельфии. В 1988 году получил американское гражданство, при этом официально принял в качестве новой фамилии свой псевдоним «Юпп», которым пользовался с конца 1960-х.
В 1993 году он посетил Петербург с поэтическими вечерами, которые успешно прошли в музее Анны Ахматовой и на кафедре истории русской литературы Петербургского университета.

## Творчество
Как поэт дебютировал в газете «Черноморец Одессы». Известность получил в качестве автора поэтических сборников, опубликованных уже в США:
- 1984 — «Срезы» (Холиок),
- 1986 — «Пространство» (Филадельфия-Турин); издано Михаилом Шемякиным,
- 1989 — «Зов» (Нью-Йорк); издано вновь Михаилом Шемякиным,
- 1989 — «Баллада о волчьем племени» (Нью-Йорк); также иллюстрировано М. Шемякиным,
- 1989 — сборник «Ипостась» (Филадельфия); фотоиллюстрации Анатолия Пронина,
- 1992 — сборник «Мышление» (Нью-Йорк),
- 2000 — книга «Ваше величество Санкт-Петербург» (Филадельфия),
- 2006 — книга «Русское сознание души» (специальный выпуск журнала «Православная жизнь»),
- 2006 — книга «Руси, России имена»..., Джорданвилль, США,
- 2008 — сборник «Застыло время на открытке»,
- 2008 — «С Богом будь Россия на века!», Джорданвилль, США,
- 2009 — в России вышел сборник «Сумерки „Сайгона“» (составление и общая редакция Ю. Валиевой, СПб., 2009) с подборкой ранних стихотворений Юппа.
- 2012 — «Плач о безвозвратной России», Уфа,
- 2013 — «Героические оды», Уфа, 2013.

### Критика
Книги Юппа были высоко оценены в эмигрантской печати — в том числе такими литературными критиками «второй волны» эмиграции, как В. К. Завалишин и Б. А. Филиппов.

## Коллекции Юппа
Михаил Юпп является коллекционером-исследователем истории и культуры России, наследия русской эмиграции. Среди его собраний — библиотека изданий русского зарубежья и крупная коллекция почтовых открыток.
В 2004 году в США вышел в свет фундаментальный труд М. Юппа, высоко оценённый литературоведами России и Зарубежья: «Роспись книг поэзии российского зарубежья XX века (1917—2000)». В её основе лежит описание книг из библиотеки автора-составителя.

## Общественная деятельность
- Михаил Евсеевич — член редколлегии санкт-петербургского журнала любителей открыток «ЖУК».
- В 2006 году М.Юпп являлся Председателем 16-го Конкурса Поэзии Международного Общества Пушкинистов.
- В этом же году Михаил Евсевиевич Юпп стал соучредителем Американо-Российского Мемориального Фонда, основной задачей которого является сбор исторических материалов обо всех выходцах из России, проживавших и живущих на территории США и способствовавших укреплению взаимоотношений России и США.

## Награды
Михаил Юпп является иностранным академиком РАЕН, действительным членом Международной академии наук о Природе и Обществе, лауреатом престижных российских и зарубежных премий, кавалером многих наград, в том числе: 
- ордена Михаила Ломоносова (АБОП),
- ордена «За Веру и Верность» I степени,
- медали «Ревнителю Просвещения. В память 200-летия со дня рождения А. С. Пушкина» (2006),
- медали М. Ю. Лермонтова,
- медали Юрия Долгорукого,
- медали имени Иоганна Вольфганга фон Гёте.

Михаил Евсеевич отмечен:
- 2001 — премией имени Анны Хавинсон (Филадельфия);
- 2005 — почётным дипломом газеты «Русская Америка»: Лучшему поэту 2005 года.
- 2005 — В этом году по версии еженедельника «Русская Америка» и радиостанции «Наш голос» (Нью-Йорк) он был признан «Лучшим Автором Года» за «работу по осмыслению и собиранию наследия писателей и художников Русского Зарубежья и за высокий уровень поэтического мастерства».

## Интересные факты
- Сергей Довлатов:

У Ахматовой когда-то вышел сборник. Миша Юпп повстречал её и говорит:
— Недавно прочёл вашу книгу.
 
Затем добавил:
 
— Многое понравилось.

Это «многое понравилось» Ахматова, говорят, вспоминала до смерти.
- Оттуда же:

Миша Юпп сказал издателю Поляку:
— У меня есть неизвестная фотография Ахматовой.
Поляк заволновался:
 
— Что за фотография?
 
— Я же сказал — фото Ахматовой.
 
— Какого года?
 
— Что — какого года?
 
— Какого года фотография?
 
— Ну, семьдесят четвертого. А может, семьдесят шестого. Я не помню.
 
— Задолго до этого она умерла.
 
— Ну и что? — спросил Юпп.
 
— Так что же запечатлено на этой фотографии?

— Там запечатлён я, — сказал Юпп, — там запечатлён я на могиле Ахматовой в Комарове.